# Marcilly-le-Hayer
Marcilly-le-Hayer è un comune francese di 683 abitanti situato nel dipartimento dell'Aube nella regione del Grand Est.

## Società

### Evoluzione demografica
Abitanti censiti